# Denver Broncos 1987
La stagione 1987 dei Denver Broncos è stata la 18ª della franchigia nella National Football League, la 28ª complessiva e la 8ª con Dan Reeves come capo-allenatore.
Le gare della settimana 3 furono cancellate e quelle delle settimane dalla 4 alla 6 furono giocatore da giocatori di riserva a causa di uno sciopero. I Broncos vinsero la AFC West e si qualificarono per il secondo Super Bowl consecutivo, uscendo nuovamente sconfitti, questa volta dai Washington Redskins. Nella finale della AFC la squadra aveva battuto i Cleveland Browns in una gara in cui avvenne la celebre azione divenuta nota come The Fumble. In questa stagione, il quarterback John Elway fu premiato per l'unica volta in carriera come MVP della NFL.

## Scelte nel Draft 1987
- Ricky Nattiel, wide receiver, Florida
- Michael Brooks, linebacker, Louisiana State
- Marc Munford, linebacker, Nebraska
- Warren Marshall, running back, James Madison
- Wilbur Strozier, tight end, Georgia
- Dan Morgan, guardia	Penn State
- Bruce Plummer, centro, Mississippi State
- Rafe Wilkinson, linebacker, Richmond
- Steve Roberts, defensive end, Washington
- Tommy Neal, running back, Maryland
- Tyrone Braxton, defensive back, North Dakota State

## Calendario

### Stagione regolare
| Stagione regolare |                        |               |                               |        |
| Turno             | Avversario             | Risultato     | Stadio                        | Record |
| 1                 | Seattle Seahawks       | V 40–17       | Mile High Stadium             | 1–0    |
| 2                 | at Green Bay Packers   | P 17–17 (DTS) | Milwaukee County Stadium      | 1–0–1  |
| –                 | at Cleveland Browns    | cancellata    | Cleveland Stadium             | 1–0–1  |
| 4                 | Houston Oilers         | S 10–40       | Mile High Stadium             | 1–1–1  |
| 5                 | Los Angeles Raiders    | V 30–14       | Mile High Stadium             | 2–1–1  |
| 6                 | at Kansas City Chiefs  | V 26–17       | Arrowhead Stadium             | 3–1–1  |
| 7                 | at Minnesota Vikings   | S 27–34       | Hubert H. Humphrey Metrodome  | 3–2–1  |
| 8                 | Detroit Lions          | V 34–0        | Mile High Stadium             | 4–2–1  |
| 9                 | at Buffalo Bills       | S 14–21       | Rich Stadium                  | 4–3–1  |
| 10                | Chicago Bears          | V 31–29       | Mile High Stadium             | 5–3–1  |
| 11                | at Los Angeles Raiders | V 23–17       | Los Angeles Memorial Coliseum | 6–3–1  |
| 12                | at San Diego Chargers  | V 31–17       | Jack Murphy Stadium           | 7–3–1  |
| 13                | New England Patriots   | V 31–20       | Mile High Stadium             | 8–3–1  |
| 14                | at Seattle Seahawks    | S 21–28       | Kingdome                      | 8–4–1  |
| 15                | Kansas City Chiefs     | V 20–17       | Mile High Stadium             | 9–4–1  |
| 16                | San Diego Chargers     | V 24–0        | Mile High Stadium             | 10–4–1 |

### Playoff

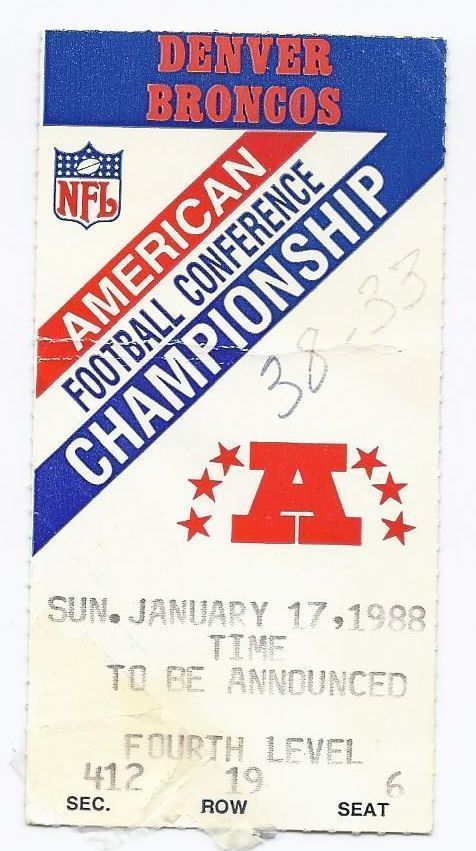
Un biglietto per la finale della AFC tra Browns e Broncos

| Turno               | Avversario          | Risultato | Stadio              |
| ------------------- | ------------------- | --------- | ------------------- |
| Divisional Playoffs | Houston Oilers      | V 34–10   | Mile High Stadium   |
| AFC Championship    | Cleveland Browns    | V 38–33   | Mile High Stadium   |
| Super Bowl XXII     | Washington Redskins | S 10–42   | Jack Murphy Stadium |

## Classifiche
| AFC West            | AFC West | AFC West | AFC West | AFC West | AFC West | AFC West | AFC West | AFC West | AFC West |
|                     | V        | S        | P        | %        | DIV      | CONF     | PF       | PA       | Str.     |
| ------------------- | -------- | -------- | -------- | -------- | -------- | -------- | -------- | -------- | -------- |
| Denver Broncos(1)   | 10       | 4        | 1        | .700     | 7–1      | 8–3      | 379      | 288      | V2       |
| Seattle Seahawks(5) | 9        | 6        | 0        | .600     | 4–3      | 5–6      | 371      | 314      | S1       |
| San Diego Chargers  | 8        | 7        | 0        | .533     | 3–4      | 6–7      | 253      | 317      | S6       |
| Los Angeles Raiders | 5        | 10       | 0        | .333     | 2–6      | 3–8      | 301      | 289      | S3       |
| Kansas City Chiefs  | 4        | 11       | 0        | .267     | 3–5      | 3–9      | 273      | 388      | V1       |

## Premi
- John Elway:

MVP della NFL